# Dresdner Bank

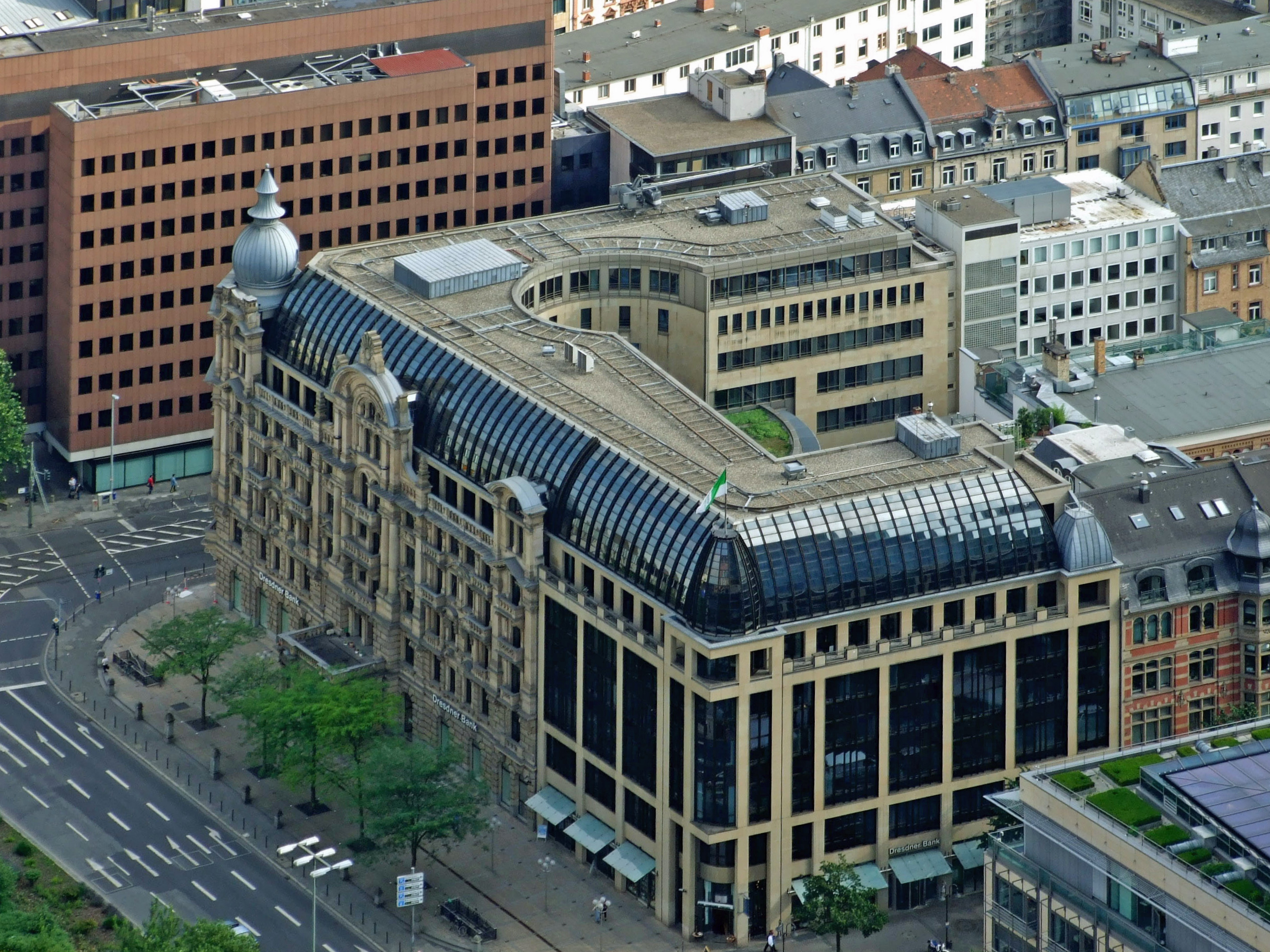
Fürstenhof, Hauptgeschäftsstelle in Frankfurt am Main

Die Dresdner Bank Aktiengesellschaft war bis zum 10. Mai 2009 eine Großbank mit Sitz in Frankfurt am Main, deren Wurzeln bis in das Jahr 1872 zurückreichten. Das Unternehmen war, gemessen an Bilanzsumme und Mitarbeiterzahl, die drittgrößte Bank Deutschlands. Am 11. Mai 2009 fusionierte die Dresdner Bank AG mit der Commerzbank AG und ist damit als Rechtsträger erloschen.
Der Name Dresdner Bank besteht – ohne den Rechtsformzusatz „AG“ – als Marke der Commerzbank und wurde bis zur vollendeten Umstellung Ende August 2010 für einige Filialen der ehemaligen Dresdner Bank AG genutzt. Eine Filiale am Dresdner Altmarkt führt den Namen weiterhin, um die Markenrechte nicht zu verlieren. Die Filialen, Technik und Verwaltung sind in der neuen Commerzbank aufgegangen, was einen Abbau von etwa 9.000 Stellen zur Folge hatte, davon 6.500 im Inland.

## Geschichte

### 19. Jahrhundert bis zum Ersten Weltkrieg
Die Dresdner Bank wurde am 12. November 1872 durch die Umwandlung der 1771 gegründeten Privatbank Michael Kaskels, das Bankhaus Kaskel, in eine Aktiengesellschaft in Dresden gegründet. Gründungsmitglieder waren neben Carl Freiherr von Kaskel, Felix Freiherr von Kaskel und Eugen Gutmann, der die Funktion des Vorstandssprechers übernahm, die Allgemeine Deutsche Credit-Anstalt, die Berliner Handels-Gesellschaft, die Frankfurter Deutsche Vereinsbank, die Deutsche Effecten- und Wechselbank sowie die Anglo-Deutsche Bank aus Hamburg.
Am 3. Dezember 1872 wurde die Dresdner Bank im Dresdner Handelsregister eingetragen. Ihre Börsennotierung wurde am 7. Januar 1873 an der Wertpapierbörse zu Berlin aufgenommen. Unter der Leitung von Eugen Gutmann überstand die Bank den Gründerkrach von 1873 nahezu unversehrt und konnte sich in der nachfolgenden Gründerkrise durch die Übernahme des Sächsischen Bankvereins (1873), der Dresdner Handelsbank (1874), der Sächsischen Creditbank (1877) und der Thüringischen Landesbank (1878) zu einer Regionalbank mit Schwerpunkt in Mitteldeutschland entwickeln.

Berliner Geschäftszentrale der Dresdner Bank (1884)

Im Jahr 1881 erfolgte die Eröffnung einer Filiale in Berlin, deren Entwicklung die der Zentrale schon bald überflügelte. Daher wurde 1884 die Hauptverwaltung in die deutsche Reichshauptstadt verlegt, Dresden blieb aber juristischer Sitz. 1887–1889 erfolgte der Bau einer neuen Geschäftszentrale in Berlin. In der Folge entwickelte man sich zu einer der größten deutschen Banken, vor allem indem erstmals das Filialbankkonzept systematisch umgesetzt wurde und in allen wirtschaftlichen Zentren des Landes viele eigene Filialen entstanden.
1891 übernahm die Bank das Dresdner Bankhaus Robert Thode & Co., 1892 den Gründungsgesellschafter Anglo-Deutsche Bank, der anschließend als Hamburger Filiale agierte. Im Folgejahr beteiligte sich die Dresdner Bank an der Gründung der italienischen Banca Commerciale Italiana, 1895 folgte die Gründung einer Niederlassung in London sowie die Fusion mit der Bremer Bank. 1896 kamen Filialen in Frankfurt am Main, Nürnberg und Fürth hinzu, 1898 in Hannover, Bückeburg, Mannheim, Chemnitz, Altona und Lübeck.
1903 ging die Dresdner Bank eine Interessengemeinschaft mit dem Schaaffhausen’schen Bankverein ein, die aber 1909 wieder beendet wurde, da sich die Bank trotz der Kontakte von Waldemar Mueller nicht dauerhaft als Partner der rheinisch-westfälischen Schwerindustrie profilieren konnte. 1904 übernahm die Bank das Bankhaus Erlanger & Söhne Frankfurt am Main sowie die Deutsche Genossenschaftsbank und gründete die Deutsch-Westafrikanische Bank.
1905 war die Dresdner Bank zusammen mit dem Schaaffhausen’schen Bankverein und der Nationalbank Gründer der Deutsch-Südamerikanischen Bank und der Deutschen Orientbank. 1906 bis 1910 kamen neue Filialen in München, Heidelberg, Freiburg, Augsburg, Kassel, Leipzig, Wiesbaden und Fulda hinzu. 1910 wurden die Breslauer Wechselbank, die Württembergische Landesbank und die Vereinsbank in Frankfurt (Oder) übernommen.
1917 übernahm die Dresdner Bank die Rheinisch-Westfälische Disconto-Gesellschaft zu Aachen, welche sich aus der Banksparte der Transport- und Speditionsfirma „Charlier & Scheibler“ entwickelte, die ab 1872 als Aachener Disconto-Gesellschaft weitergeführt, 1902 zur Rheinischen Diskonto-Gesellschaft und 1905 zur „Rheinisch-Westfälischen Diskonto-Gesellschaft“ umfirmiert wurde. Sie war die größte bis dahin übernommene Bank mit namhaften Beteiligungen unter anderem am Bankhaus Hardy & Co. GmbH, an der Dürener Bank, der Eschweiler Bank, am Bankhaus Johann Ohligschläger und am Bankhaus Alwin Hilger. Damit gewann die Dresdner Bank auf breiter Basis Zugang zum rheinisch-westfälischen Industriegebiet.

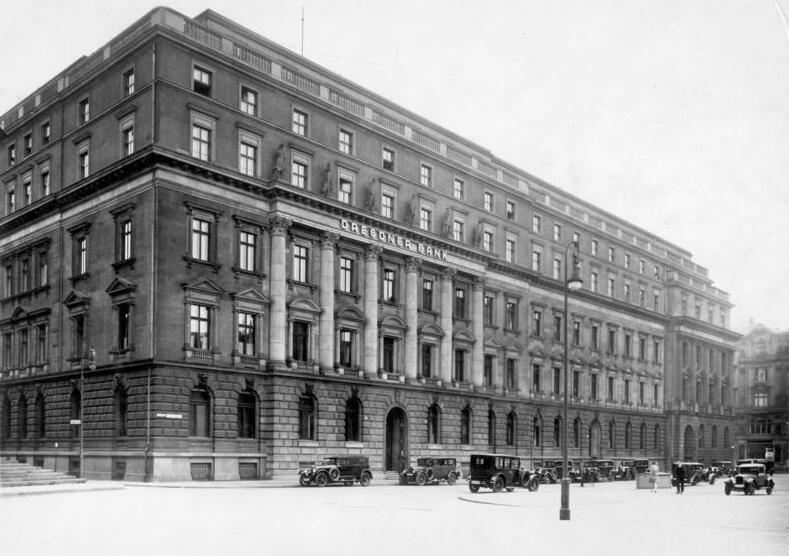
Hauptverwaltungsgebäude der Dresdner Bank in der Berliner Behrenstraße (1926)

### Weimarer Republik und Zeit des Nationalsozialismus

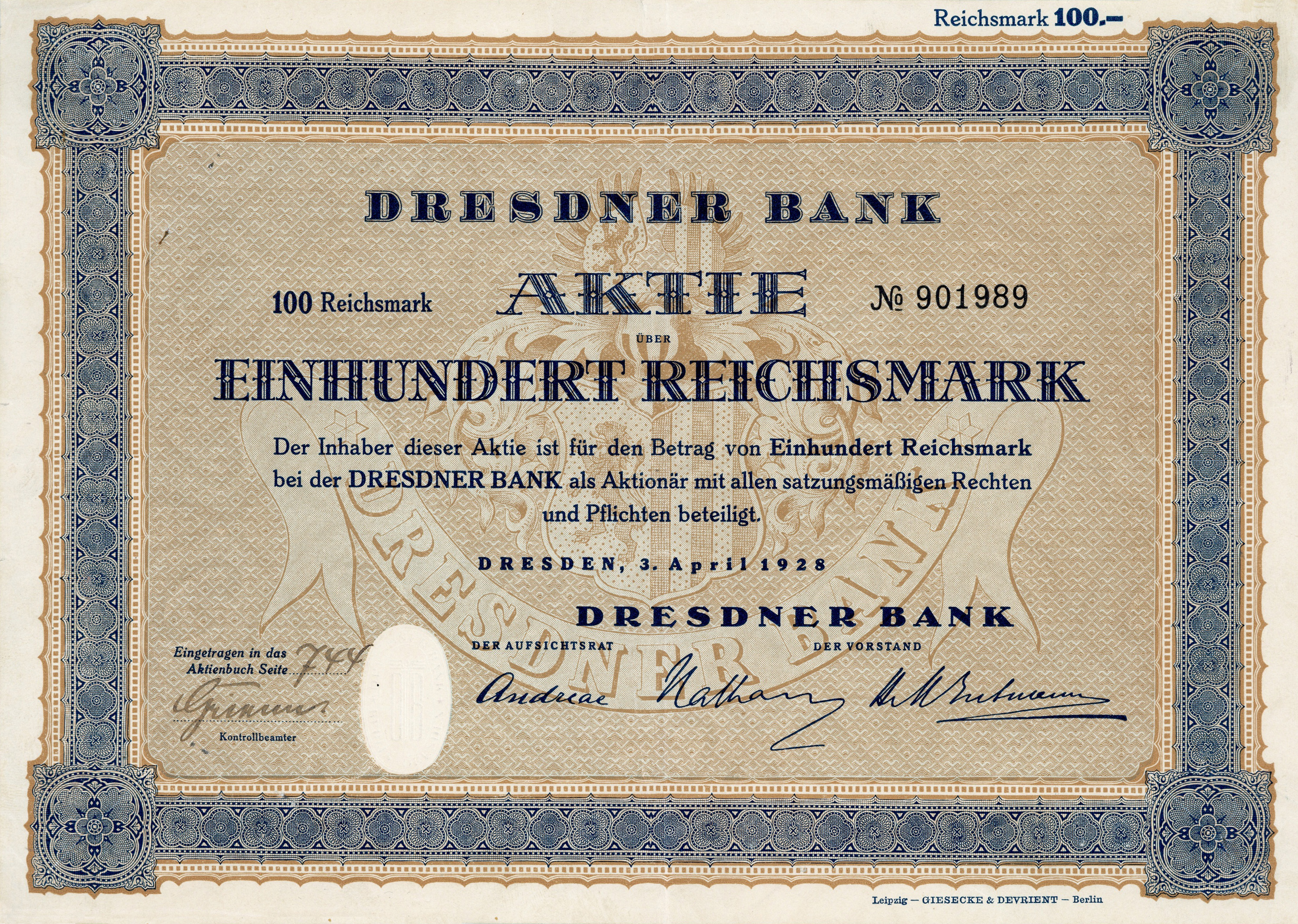
Aktie der Dresdner Bank über 100 Reichsmark, ausgegeben am 3. April 1928 in Dresden, mit Unterschrift des Bankiers Franz Friedrich Andreae als Aufsichtsratsvorsitzender. Für den Vorstand trägt die Aktie die Unterschriften von Henry Nathan und Herbert Max Magnus Gutmann. Es war die letzte Aktienemission der Dresdner Bank vor der Fusion mit der DANAT-Bank.

Mit der Inflation nach dem Ersten Weltkrieg stieg die Arbeitsbelastung der Banken enorm. Die Mitarbeiterzahl wurde von 9.600 im Jahre 1918 auf 23.000 im Jahre 1923 erhöht. Die Zahl der Konten stieg im gleichen Zeitraum von 376.000 auf 540.000, das Aktienkapital verdoppelte sich auf 1,1 Mrd. Mark. Durch die Geldentwertung stieg die Bilanzsumme 1923 auf 204 Trillionen Mark. Bei der Goldmarkeröffnungsbilanz 1924 wurde das Grundkapital im Verhältnis 12½ : 1 auf 78 Millionen Goldmark festgestellt.
1932 musste die Dresdner Bank auf Anordnung der Reichsregierung mit der zahlungsunfähigen Darmstädter und Nationalbank (Danatbank, die Bank hatte im Zusammenhang mit dem Börsencrash am „Schwarzer Donnerstag“ 1929 hohe Verluste erlitten), mit der sie bereits seit 1930 eine Interessengemeinschaft verband, fusionieren. Das Deutsche Reich übernahm die Aktienmehrheit. Zwischen 1933 und 1942 expandierte das Geschäft der Dresdner Bank sehr stark, ihre Bilanzsumme verdreifachte sich. Der unmittelbare Einfluss der Nationalsozialisten auf die Dresdner Bank beruhte darauf, dass die Reichsregierung unter Vorsitz von Hitler direkt auf den Vorstand der Bank einwirken konnte. So übernahm sie etwa 1935 im Zuge der „Arisierung jüdischen Vermögens“ die traditionsreiche Dresdner Privatbank Arnhold. 1937, als die Konsolidierung der Bank abgeschlossen war und die 1931 abgegebenen Aktienanteile reprivatisiert werden konnten, erlangte die Bank die Eigenständigkeit zurück. Insgesamt gilt die Dresdner Bank als die deutsche Großbank, die am meisten in die Verbrechen der nationalsozialistischen Herrschaft verstrickt war. Besonders profitiert hat die Bank von den Eroberungskriegen der Nazis im Osten und der systematischen Ausbeutung der Arbeitskraft jüdischer und osteuropäischer Zwangsarbeiter als sogenannte „Hausbank der SS“. Sie war sowohl größter Kreditgeber der SS (lt. interner Studie umgerechnet 160 Mio. Euro) als auch Mitbegründer und Anteilseigner von Tarnfirmen – unter anderem bei der Firma Huta Hoch- und Tiefbau AG, die mit weitreichenden Bautätigkeiten im KZ Auschwitz-Birkenau betraut war. Die Dresdner Bank hatte Grund zur Annahme, in einem germanisierten Europa eine führende Rolle im Bankenbereich spielen zu können. Bei Kriegsausbruch verlor die Dresdner Bank viele Geschäftskontakte, dann profitierte sie von einigen Übernahmen – der Länderbank Wien AG, der Böhmischen Escompte-Bank und Credit-Anstalt Prag (Bebca), der Handels- und Kreditbank AG Riga, der Ostbank für Handel und Gewerbe (Posen), der Kommerzialbank Krakau und der Handels- und Kreditbank Preßburg.

### Entflechtung und Entstehung der neuen Dresdner Bank

Bank-Aktie über 1000 RM vom September 1952

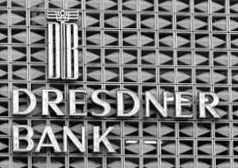
Dresdner-Bank-Werbung in Köln 1965

1945 wurde die Dresdner Bank – wie die anderen Großbanken Deutsche Bank und Commerzbank – von den Alliierten Militärverwaltungen entflochten. In der Sowjetischen Besatzungszone und in Berlin erfolgte die Schließung und vollständige Enteignung. Sie verlor dadurch 162 Geschäftsstellen in Ostberlin, der SBZ und den Gebieten östlich der Oder-Neiße-Grenze. Es entstanden aufgrund von Anordnungen der Militärregierung zwischen 1947 und 1948 elf Filialgruppen. Die Gruppen waren zwar unselbständig, aber mit jeweils eigener Organisation und Geschäftsführung ausgestattet.
- Britische Besatzungszone
  - Hamburger Kreditbank, Hamburg (für Hamburg)
  - Niederdeutsche Bankgesellschaft, Hannover (für Niedersachsen)
  - Lübecker Bank für Handel und Industrie, Lübeck (für Schleswig-Holstein)
  - Rhein-Ruhr Bank, Düsseldorf (für Nordrhein-Westfalen)
- Französische Besatzungszone
  - Bankanstalt für Württemberg und Hohenzollern, Reutlingen (für Württemberg-Hohenzollern)
  - Industrie- und Handelsbank, Mainz (für Rheinland-Pfalz)
  - Süddeutsche Kreditanstalt, Freiburg (für Baden)
- US-amerikanische Besatzungszone
  - Allgemeine Bankgesellschaft, Stuttgart (für Württemberg-Baden)
  - Bayerische Bank für Handel und Industrie, München (für Bayern)
  - Bremer Bank, Bremen (für Bremen)
  - Rhein-Main Bank, Frankfurt am Main (für Hessen)

1949, nach Gründung der Bundesrepublik Deutschland, wurde in den drei Westsektoren von Berlin die Bank für Handel und Industrie AG gegründet, deren Aktienkapital von der Hamburger Kreditbank, der Rhein-Ruhr Bank und der Rhein-Main-Bank gehalten und später auf die Nachfolgeinstitute übertragen wurde.
1952 wurde mit dem Gesetz über den Niederlassungsbereich für Kreditinstitute und den anschließenden Hauptversammlungen am 25. September 1952 die Dresdner Bank rückwirkend zu drei Nachfolgeinstituten zusammengefasst:
- Hamburger Kreditbank AG (Hamburg) für den Bereich Nord,
- Rhein-Ruhr Bank AG (Düsseldorf) für den Bereich West und
- Rhein-Main Bank AG (Frankfurt am Main) für den Bereich Süd.

Die Aktionäre der Altbank erhielten Aktien der Nachfolgeinstitute sowie Restquoten, welche die enteigneten Vermögenswerte im Osten verbrieften. Die Aktionäre beschlossen auf den Hauptversammlungen im Frühjahr 1957 die juristische Wiedervereinigung der drei Banken. Rückwirkend zum 1. Januar 1957 fusionierten die drei Regionalinstitute, zwischen denen seit 1955 schon ein Gewinnabführungsvertrag bestand, zur Dresdner Bank Aktiengesellschaft.

### Neuere Geschichte

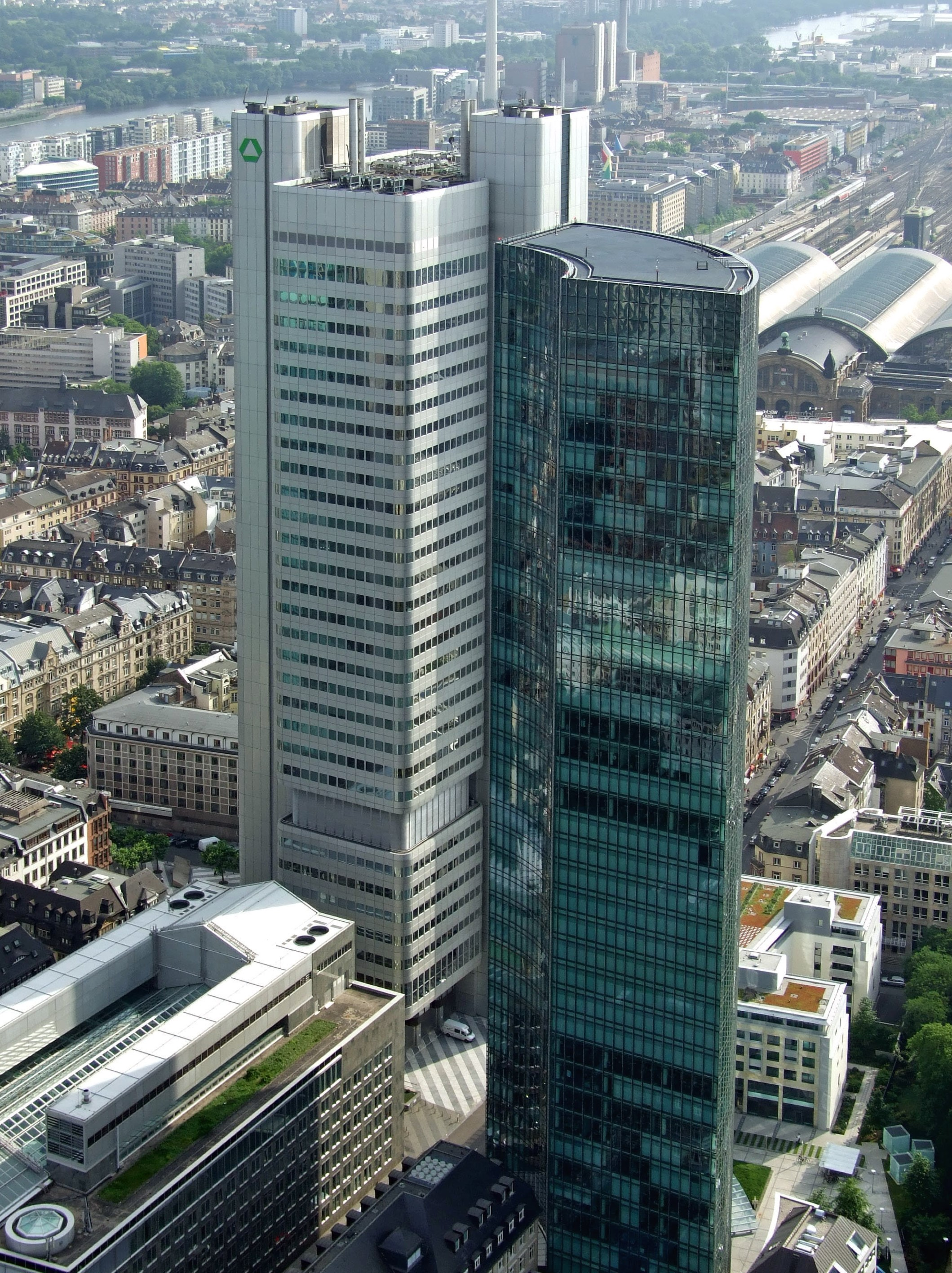
Links der 1978 erbaute Silberturm, er beherbergte einen Teil der Hauptverwaltung der Dresdner Bank in Frankfurt am Main. Rechts gegenüber befindet sich der Skyper der Deka-Bank.

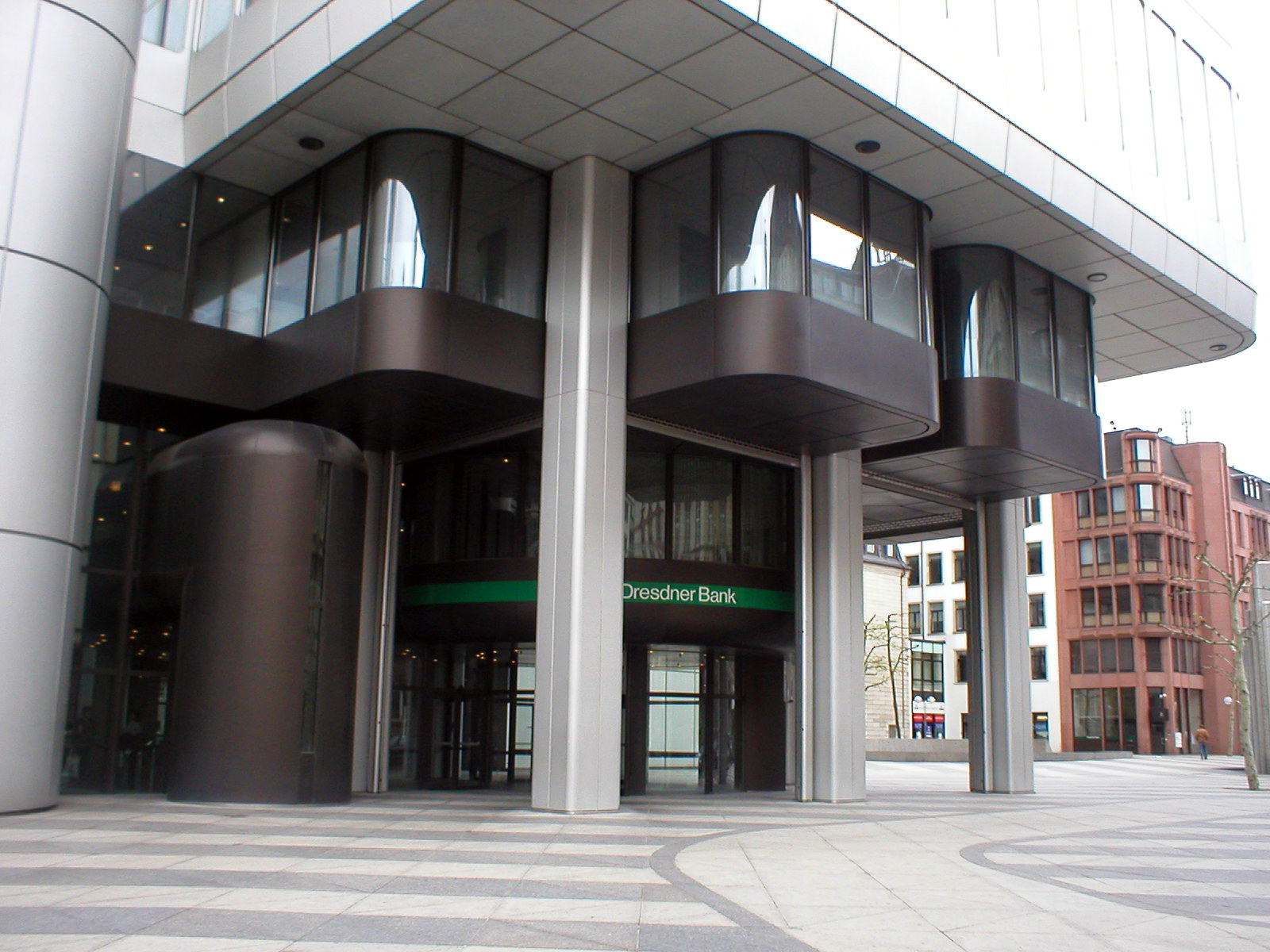
Eingang des Silberturms als Konzernzentrale (um 2003)

Im Jahre 1967 gründete die Dresdner Bank als Compagnie Luxembourgeoise de Banque S.A. (dann bis 2010 Dresdner Bank Luxembourg S.A.) die erste deutsche Tochtergesellschaft einer Bank in Luxemburg.
Terroristen der RAF ermordeten am 30. Juli 1977 den Vorstandssprecher Jürgen Ponto in seinem Haus in Oberursel (Taunus).
Am 29. November 1983 erhob die Staatsanwaltschaft Bonn im Flick-Parteispendenskandal Anklage wegen Bestechlichkeit gegen den Vorstandssprecher der Dresdner Bank und früheren Bundeswirtschaftsminister Hans Friderichs (FDP). Das Landgericht Bonn verurteilte Friderichs am 16. Februar 1987 wegen Steuerhinterziehung zu einer Geldstrafe von 61.500 DM.
Nach der Wiedervereinigung Deutschlands eröffnete die Dresdner Bank im Beitrittsgebiet rasch wieder neue Filialen, 1991 wurde die West-Berliner Bank für Handel und Industrie AG auf die Dresdner Bank verschmolzen. Zusätzlich wurde der größte Teil des Passivgeschäfts der Deutschen Kreditbank (insbesondere das Firmen- und Privatkundengeschäft) sowie zahlreiche Filialgebäude bzw. -standorte im Rahmen der Währungsunion anteilig mit der Deutschen Bank übernommen. Diese Bereiche firmierten bis Mitte 1993 unter Dresdner Bank Kreditbank AG und bis zum Jahr 1994 unter Deutsche Bank Kreditbank AG. In Dresden betätigte sich die Bank als Sponsor, beispielsweise beim Wiederaufbau der Frauenkirche.

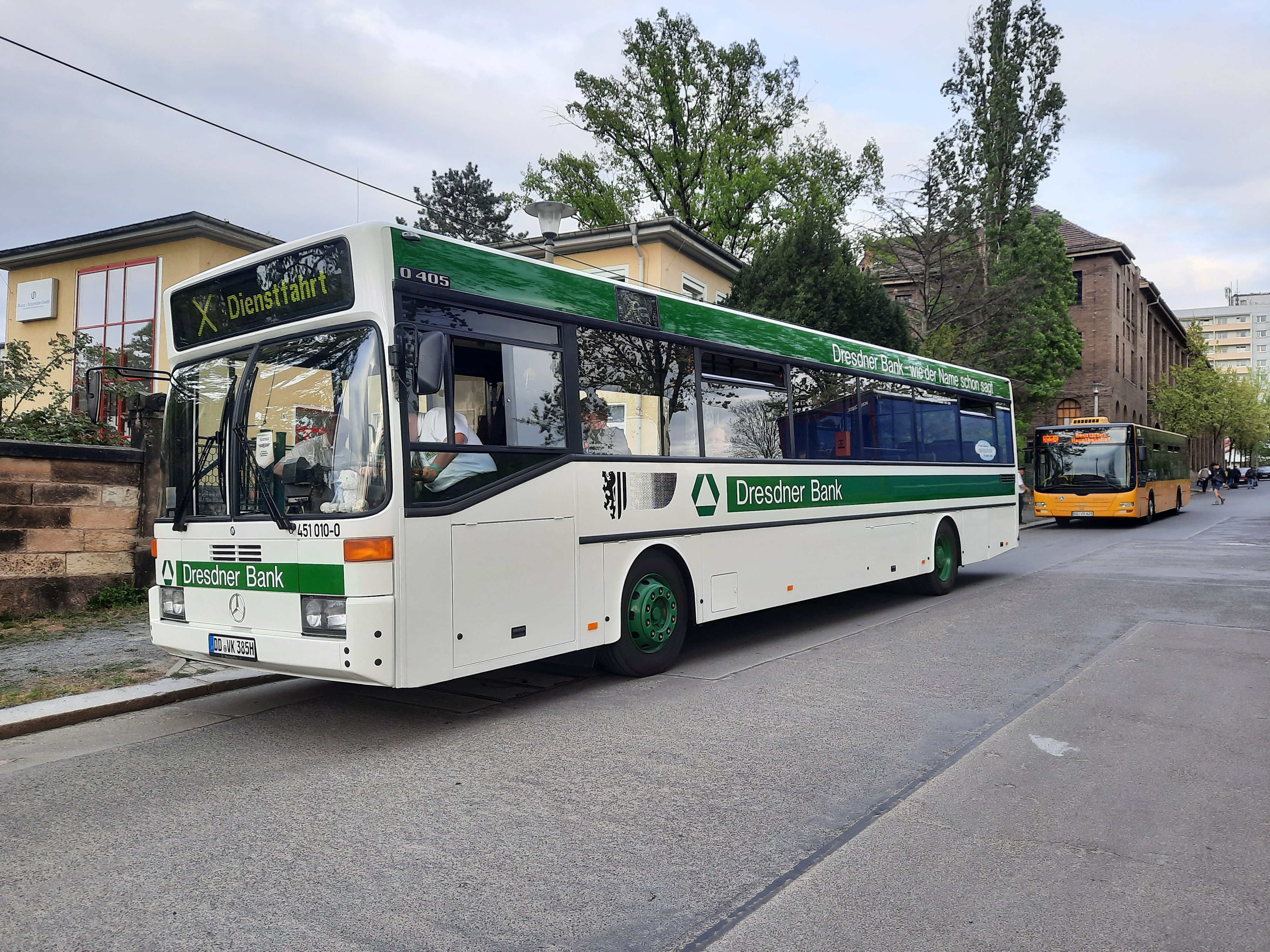
Dresdener Stadtbus mit Dresdner Bank-Werbung aus den 1990er Jahren

1995 übernahm die Bank die britische Investmentbank Kleinwort Benson und benannte sie in Dresdner Kleinwort Benson um. Durch die Übernahme der amerikanischen Investmentbank Wasserstein Perella am 4. Januar 2001 entstand die Dresdner Kleinwort Wasserstein (DrKW) als Investmentbank des Konzerns. 
Die Deutsch-Südamerikanische Bank AG Hamburg wurde 1996 in Dresdner Bank Lateinamerika AG umbenannt. Anfang Dezember 2004 erklärte die Dresdner Bank, ihr Geschäft in Lateinamerika neu ordnen zu wollen. Das Privatkundengeschäft in Lateinamerika mit einem Vermögen von 4,8 Milliarden Euro und die 137 Mitarbeiter sollten im zweiten Quartal 2005 an die Schweizer Bank UBS AG abgegeben werden. Die inzwischen in „Dresdner Lateinamerika AG“ umbenannte Gesellschaft existiert aber weiterhin.
2006 veröffentlichte ein Team von Historikern eine Studie, die der Dresdner Bank ein stärkeres Engagement im Nazi-Regime nachweist, als bisher bekannt war. Demnach war diese maßgeblich an der Verfolgung sowie Deportation von Juden mitbeteiligt und finanzierte den Bau des Konzentrationslagers Auschwitz. Darüber hinaus verdiente die Hausbank der SS stark an der Ost-Expansion des deutschen Reiches im Zweiten Weltkrieg.

### Übernahme durch die Allianz und Verkauf an die Commerzbank
Am 23. Juli 2001 wurde die Dresdner Bank von der Allianz AG für 30,7 Milliarden Euro übernommen, nachdem zuvor Fusionsversuche mit der Deutschen Bank und der Commerzbank gescheitert waren. In der Folge dieser Übernahme kam es zu einem erheblichen Personalabbau. Während die Bank 2000 noch rund 51.400 Mitarbeiter hatte, arbeiteten Ende 2007 nur noch rund 26.300 Menschen für den Konzern. Im Juni 2006 kündigte die Bank einen weiteren Abbau von 2.480 Arbeitsplätzen an. Ferner firmiert die Investmentbank nunmehr als Dresdner Kleinwort, nachdem Bruce Wasserstein bereits 2002 die Bank verlassen hatte.
Am 31. August 2008 gaben die Allianz SE und die Commerzbank bekannt, dass sich die Aufsichtsräte beider Unternehmen auf den Verkauf der Dresdner Bank AG an die Commerzbank für insgesamt 9,8 Milliarden Euro geeinigt haben. Der Verkauf sollte in zwei Schritten erfolgen und spätestens Ende 2009 abgeschlossen sein.
Die lange Zeit kleinere Commerzbank konnte die Dresdner Bank übernehmen, weil deren Wert sich rapide verringert hatte. War der Allianz die Traditionsbank mit 51.000 Mitarbeitern noch 24 Milliarden Euro wert, war sie nach Abgabe der Vermögensverwaltungstöchter dit und dbi an Allianz Global Investors, dem Verkauf nahezu aller bedeutenden Industriebeteiligungen, wichtiger Bankbeteiligungen (zuletzt die Oldenburgische Landesbank) und fast aller Immobilien (zuletzt das prestigeträchtige Eugen-Gutmann-Haus am Pariser Platz in Berlin) weniger als fünf Milliarden Euro wert. Von den verbliebenen 26.300 Mitarbeitern waren schätzungsweise 9.000 noch von Kündigungen bedroht.

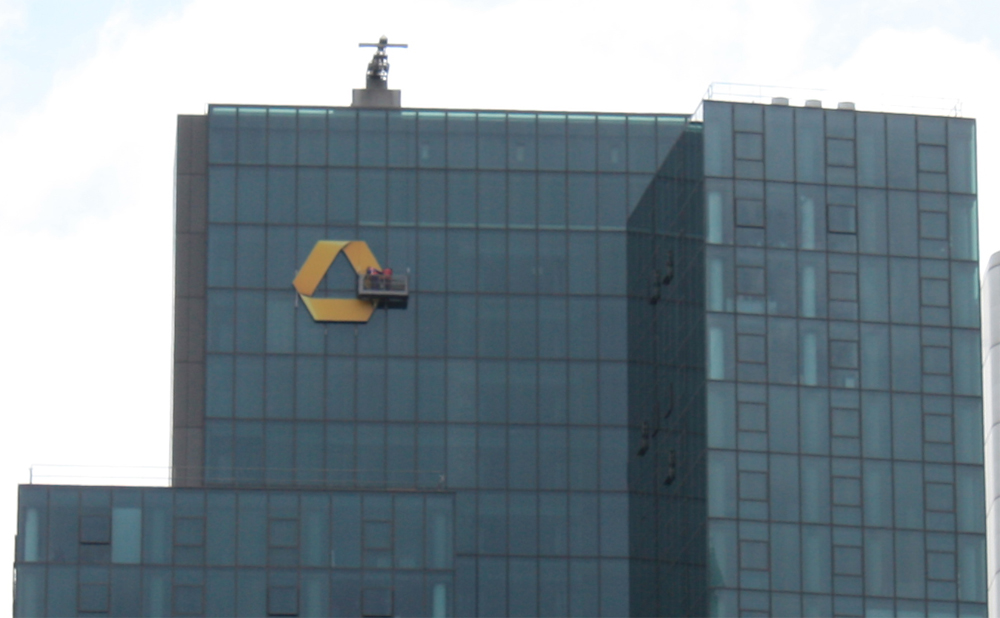
Neues Logo der Commerzbank bei der Montage am Gallileo

Im Geschäftsjahr 2008 wurde ein Verlust von 6,3 Milliarden Euro erwirtschaftet, vor allem im Bereich Investmentbanking. Ein Verlust von 4,1 Milliarden Euro im vierten Quartal 2008 wird aber weder bei der Allianz SE, noch bei der Commerzbank ausgewiesen. Dadurch ist das Eigenkapital von 7,8 auf nur noch 2,8 Milliarden Euro oder knapp 4 % gesunken. Ende 2008 soll die Eigenkapitalquote auf 3,7 % gesunken sein, so dass nach der Übernahme durch die Commerzbank eine massive Stützung mit Eigenkapital erforderlich wurde.
Nach Übernahme durch die Commerzbank wurde der gesamte neunköpfige Vorstand entlassen. Dafür erhielten die Dresdner-Bank-Vorstandsmitglieder Abfindungen von 24 Millionen Euro und Bonuszahlungen von weiteren 34 Millionen Euro. Nach Bekanntwerden Ende März 2009 erklärten Herbert Walter und einige Vorstandsmitglieder ihren Verzicht auf Abfindungen und Bonuszahlungen.
Die Verschmelzung der Dresdner Bank mit der Commerzbank wurde am 11. Mai 2009 um 07:32 Uhr ins Handelsregister des Amtsgerichts Frankfurt am Main eingetragen.

## Besonderheiten

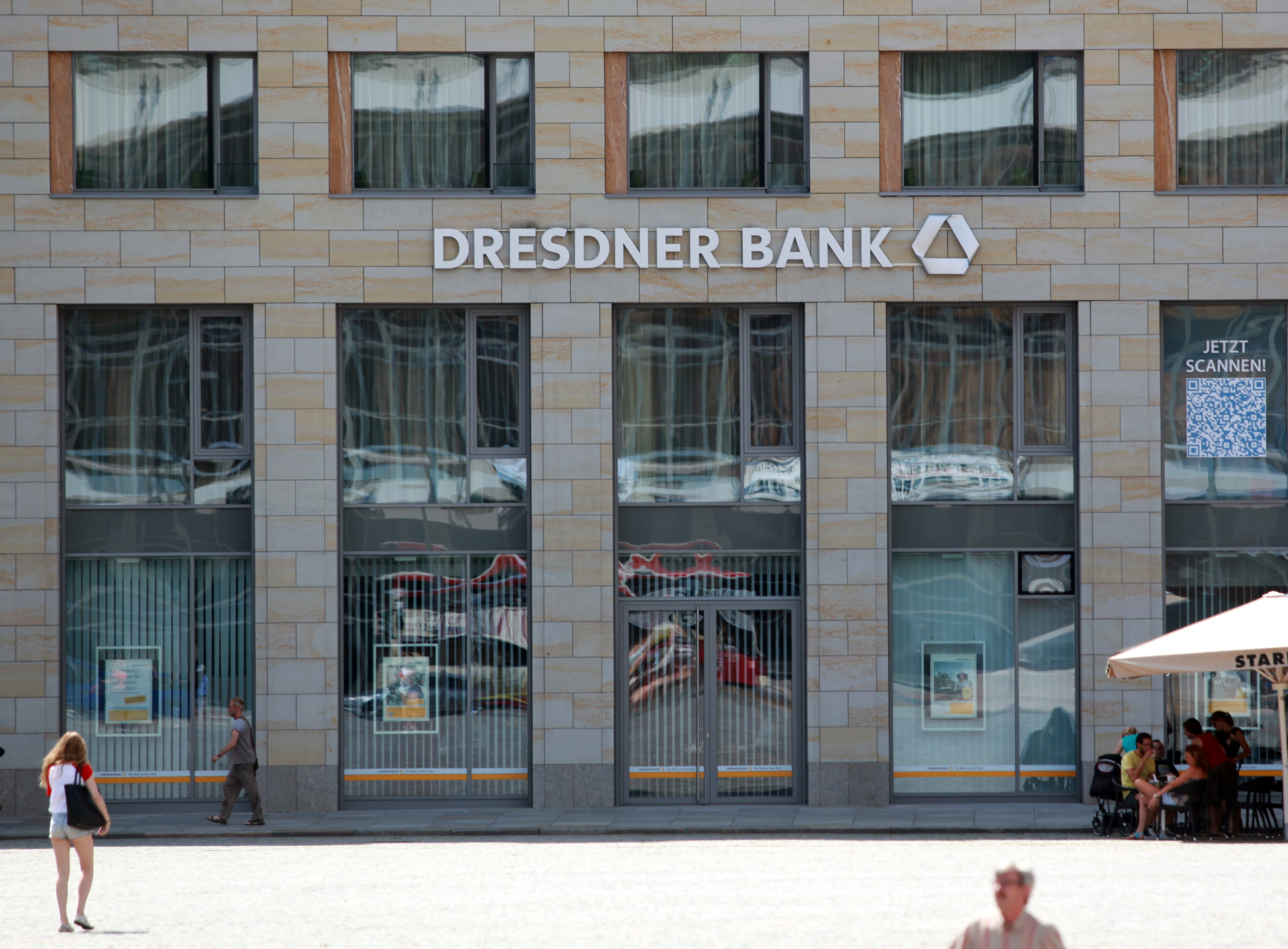
Filiale am Dresdner Altmarkt im August 2013

Die Filialen in Bremen waren nach der Bremer Bank, die 1895 mit der Dresdner Bank fusioniert hatte, benannt. Nach der Übernahme der Dresdner Bank durch die Commerzbank wurde der Name „Bremer Bank“ aufgegeben und durch „Commerzbank“ ersetzt. Allerdings trägt das Gebäude aus Gründen des Denkmalschutzes weiterhin den Schriftzug „Bremer Bank“.
Die Dresdner Bank besaß eine umfangreiche Kunstsammlung, die einerseits in der Öffentlichkeit gezeigt wurde, andererseits Teil einer Anlagestrategie war. Die Commerzbank als neue Eigentümerin der Bank verkaufte das Meisterwerk L’Homme qui marche I von Alberto Giacometti aus der Sammlung und erzielte mit 65.001.250 Pfund Sterling – umgerechnet 103 Mio. US$ – einen der höchsten Preise, den je ein Kunstwerk erzielt hat.
Die Filiale am Altmarkt in der sächsischen Landeshauptstadt Dresden heißt zum Schutz der Marke auch nach der vollständigen Umfirmierung des Filialnetzes weiterhin Dresdner Bank.

## Tochtergesellschaften im Dresdner-Bank-Konzern
Der ehemalige Dresdner-Bank-Konzern vereinte teilweise bedeutende Tochterunternehmen:
- Allianz Dresdner Bauspar AG, Bad Vilbel
- Dresdner-Cetelem Kreditbank GmbH, München
- DDS Dresdner Direktservice GmbH, Duisburg; Call-Center-Dienstleister
- Dresdner Finance B.V., Amsterdam; Finanzierungsinstitut
- Kleinwort Benson, London, Privatbank
- Dresdner U.S. Finance Inc., Wilmington/Delaware, New York; Finanzierungsinstitut
- Dresdner Kleinwort (Investmentbank; in den Commerzbank-Bereich Corporates & Markets eingegliedert)[26]
- Reuschel & Co., München; Privatbank (an die Conrad Hinrich Donner Bank AG verkauft)[27]
  - Privatinvest Bank AG, Salzburg, Privatbank (an die Zürcher Kantonalbank verkauft)[28]
- Deutsche Schiffsbank AG (40 %)

## Persönlichkeiten

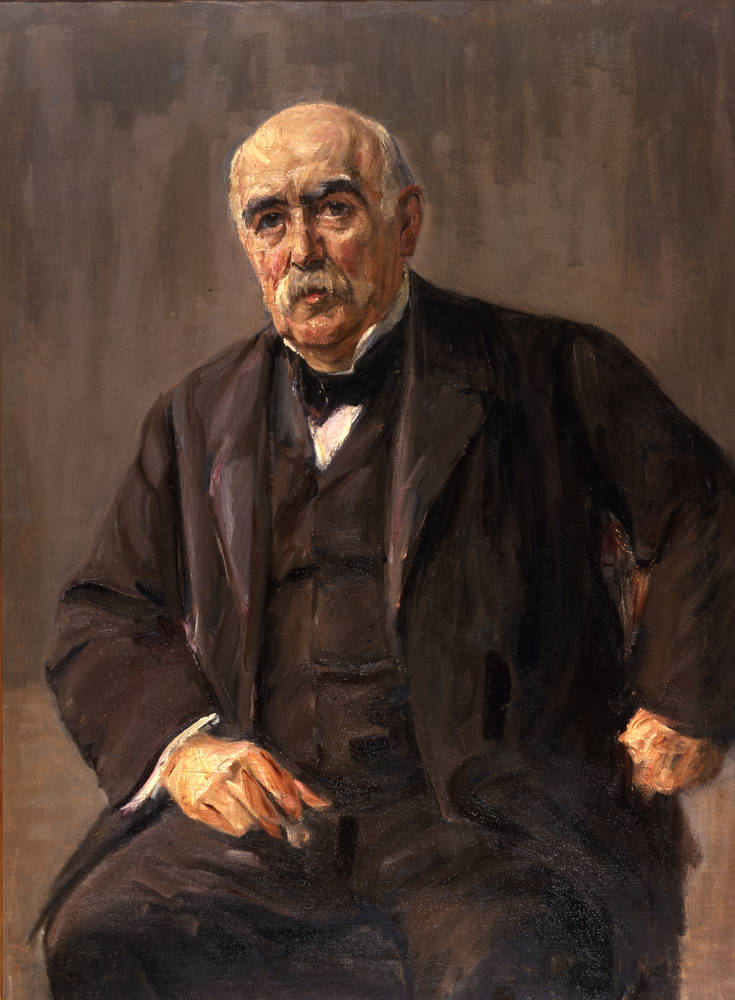
Eugen Gutmann, porträtiert von Max Liebermann 1907

Vorstandssprecher und Vorstandsvorsitzende der Dresdner Bank waren:
- Eugen Gutmann (1872–1920)
- Henry Nathan (1920–1931)[29]
- Carl Goetz (1931–1936)
- Karl Emil August Rasche (1942–1943)
- Erich Vierhub (1966–1969)
- Jürgen Ponto (1969–1977)
- Helmut Haeusgen (1977–1978)
- Hans Friderichs (1978–1985)
- Wolfgang Röller (1985–1993)
- Jürgen Sarrazin (1993–1998)
- Bernhard Walter (1998–2000)
- Bernd Fahrholz (2000–2003)
- Herbert Walter (2003–2009)
- Martin Blessing (2009)[30]

Weitere bekannte Vorstandsmitglieder der Dresdner Bank sind:
- Gustav Hartmann (1884–1895)
- Waldemar Mueller (1896–1914)
- Herbert M. Gutmann (1910–1931)
- Heinrich Verhoeven (1968–1987)[31]
- Gerhard Eberstadt (1988–1999)

Aufsichtsratsvorsitzende der Dresdner Bank waren:
- Felix Freiherr von Kaskel (1872–1894)
- Otto Julius von Tschirschky und Bögendorff (1894–1903)
- Hanns Jencke (1903–1910)
- Wilhelm Knoop (1910–1913)
- Franz Adickes (1913)
- Waldemar Mueller (1914–1924)
- Eduard Arnhold (1925)
- Gustav von Klemperer (1925–1926)
- Fritz Andreae (1926–1936)
- Carl Goetz (1936–1945, auch Rhein-Ruhr Bank AG von 1952–1957)
- Hans Schippel (Hamburger Kreditbank AG 1952–1957)
- Hermann Richter (Rhein-Main Bank AG 1952–1957)
- Carl Goetz (1957–1965)
- Ernst Matthiensen (1965–1972)
- Hermann Richter (1972–1978)
- Helmut Haeusgen (1978–1988)
- Rolf Diel (1988–1993)
- Wolfgang Röller (1993–1997)
- Alfons Titzrath (1997–2001)
- Henning Schulte-Noelle (2001–2003)
- Michael Diekmann (2003–2009)
- Klaus-Peter Müller (2009)

## Visuelles Erscheinungsbild
Das visuelle Erscheinungsbild mit dem sechseckigen Logo wurde 1972 von Jürgen Hampel, die Hausfarbe Grün wurde von Otl Aicher entworfen. Alle Filialen wurden mit einem durchgehenden grünen Band an der Fassade versehen. Die Hausschrift war die Helvetica. 2001 wurde das Erscheinungsbild überarbeitet und ein hellerer Grünton als Hausfarbe ausgewählt. Im Rahmen der Fusion mit der Commerzbank wurden auch die Logos gemischt – die äußere Form des Dresdner-Sechsecks erscheint im Sonnengelb der Commerzbank, mit Schatten ist es nun als Endlosband erkennbar.

## Werbung und Öffentlichkeitsarbeit
- Ein bekannter früherer Slogan ist: „Mit dem grünen Band der Sympathie“.
- Noch immer sehr verbreitet ist der 1972 von Bernd Diefenbach entworfene „Drumbo“, eine Spardose meist aus Kunststoff oder auch Porzellan in Form eines Elefanten. Der Name ist ein Kofferwort aus Dresdner Bank und Dumbo. Die Commerzbank verteilt Drumbo, nun in gelber Farbe, weiterhin an ihre Kunden.[33]
- Seit 1986 werden jährlich Sportvereine, die sich erfolgreich in der Nachwuchsförderung engagieren, mit dem Grünen Band für vorbildliche Talentförderung im Verein sowie einem Geldpreis ausgezeichnet.
- Durch die Kulturstiftung Dresden[34] werden Projekte in Dresden auf den Gebieten der Kunst, Musik, Literatur und Wissenschaft gefördert. Beispiele sind das KlangNetz Dresden und der Sächsische Förderpreis für Demokratie.
- Der Wetterbericht nach dem ZDF-Heute-journal und den ARD-Tagesthemen wurde einige Jahre lang von der Dresdner Bank mit dem Werbeslogan präsentiert: Das Wetter wird Ihnen präsentiert von der Dresdner Bank, Ihrer Beraterbank.
- Nach der Übernahme der Dresdner Bank durch die Commerzbank wurden ab 25. März 2009 neue Werbespots präsentiert: Dabei präsentieren Herr Dreba von der Dresdner Bank und Herr Coba von der Commerzbank täglich den Wetterbericht. Die Werbespots wurden von der Werbeagentur Scholz & Friends entwickelt.[35]

## Dresdner Alumni e. V.
Als die Fusion der Dresdner Bank mit der Commerzbank absehbar wurde, gründeten ehemalige Mitarbeiter der Dresdner Bank am 30. Januar 2009 den Verein „Dresdner Alumni e. V.“. Seit 2019 agierende Mitglieder des Vorstands sind Andreas Leimbach (Vorsitzender), Christian Libor, Andreas van Loon und Claus-Rainer Wagenknecht. Der Verein will die jahrzehntelang gewachsene Unternehmenskultur der Bank bewahren und lebendig halten. Die Mitglieder sind ehemalige Bankmitarbeiter verschiedener Funktionsbereiche, sowohl noch oder nicht mehr professionell Aktive. Neue Mitglieder werden jederzeit willkommen
geheißen. Der Verein dient ihrer Kontaktpflege und gegenseitigen Hilfe, dem Austausch und der Weitergabe von Fachwissen und Erfahrungen, besonders an jüngere Mitglieder, und dem Entwickeln neuer geschäftlicher Ideen und Ansätze. Der Verein stellt jedem Mitglied online ein „Marktplatz“ genanntes strukturiertes Netzwerk zu anderen früheren Bankmitarbeitern mit bestimmten Kompetenzen zur Verfügung. Über das Online-Forum „Dresdner Talk“ sind direkte Kontakte möglich. Zu den monatlichen, auch online durchgeführten Vereinstreffen werden Redner zu relevanten Themen der aktuellen Wirtschaftsentwicklung und Zeitgeschichte
eingeladen. Der Verein hat auch ein Buch zur Unternehmenskultur der Dresdner Bank mit einem
Vorwort von Wolfgang Röller herausgegeben.

## Mitgliedschaften
- Die Dresdner Bank war Mitglied im Bundesverband deutscher Banken.

## Film
- Ein braunes Band der Sympathie. Dokumentation, 45 Min. Ein Film von Dagmar Christmann und Thomas Rautenberg, Produktion: WDR, Erstsendung: 5. März 2004, 00:05 Uhr → Inhaltsangabe (Memento vom 8. März 2008 im Internet Archive) des WDR